# Laurent Wolf
Laurent Wolf (ur. w 16 listopada 1970 w Tuluzie) – francuski DJ i producent muzyki house i elektronicznej. 
Karierę rozpoczął w 1992, kiedy to stał się jednym z głównych rezydentów paryskiego klubu Le Queen. W połowie lat 90. zaangażował się w produkcję house'owych projektów House Train i House Scream. Największą popularność przyniósł mu singiel "No Stress" z 2008, który znalazł się na pierwszym miejscu francuskiej listy przebojów.

## Dyskografia

### Albumy
- "Le Privé" (2001)
- "Sunshine Paradise" (2003)
- "Positiv Energy" (2004)
- "Afrodynamic" (2004)
- "Hollyworld" (2006)
- "Wash My World" (2008)
- "Ritmo Dynamic" (2009)

### Single
- "House Train" (1995)
- "Saxo" (2003)
- "Calinda" (2003)
- "Another Brick" (2006)
- "No Stress" (2008)
- "Wash My World" (2008)
- "Seventies" (2009)
- "Explosion" (2009)
- "I Pray" (2009)
- "Walk The Line" (vs. Johnny Cash) (2009)
- "Survive" (2010)
- "2012 : Not the end of the world" (2010)